# Royalty Theatre
Il Royalty Theatre era un piccolo teatro londinese aperto nel 1840 e chiuso nel 1938.

## I battenti aprono e chiudono
Il Royalty Theatre venne costruito nella metà dell'Ottocento al numero 73 di Dean Street, a Soho e venne aperto ufficialmente il 25 maggio 1840 come Scuola di Teatro. Era di proprietà della signorina Frances Maria Kelly (1790-1882).
La struttura in sé non era stata costruita in maniera felice: era piccola, scarsamente illuminata e progettata in modo tale da renderla particolarmente suscettibile agli incendi, ma nonostante questo riuscì ad ospitare alcune produzioni degne di nota. Il suo pregio maggiore era il palco piuttosto grande e le mura che erano state decorate con cura. La regina Adelaide di Sassonia-Meiningen se ne innamorò a tal punto che si fece riservare un palco in maniera permanente.
La notte dell'inaugurazione vennero presentati tre pezzi, Summer and Winter, il melodrammatico The Sergeant's Wife e la farsa The Midnight Hour, tuttavia la prima fu un fiasco ed nel giro di una settimana il teatro era chiuso, complice anche, forse, il prezzo del biglietto che variava dai cinque ai sette scellini.
L'anno successivo la signorina Kelly riaprì i battenti con prezzi ribassati, ma la sua cattiva salute la spinse di nuovo alla chiusura che avvenne nel 1842.
Il 1850 sembrò portare nuova vita con un nuovo nome, venne infatti ribattezzato The New Englisg Opera House il 5 novembre, gli interni furono ridecorati e venne costruito anche un nuovo ingresso. Le rappresentazioni che vi si svolgevano avevano per lo più un carattere amatoriale, visto anche l'affitto non esoso che veniva richiesto. Le compagnie mettevano in scena opere della Grand opéra che attraevano un pubblico piuttosto vasto nella comunità straniera residente a Soho.
Nel 1861 il teatro venne affidato alla direzione di Albina di Rhona che lo ribattezzò di nuovo come New Royalty Theatre e lo fece riarredare con lampadari a goccia, pannelli dipinti, drappeggi di satin e legni dorati. Lo spettacolo di apertura prevedeva un numero di Albina di Rhona, che era stata una danzatrice, un assolo per tromba del solista della Boston Brass Band from America e un'esibizione dell'attrice quindicenne Ellen Terry, ma il successo fu scarso ed il teatro tornò nell'ombra.
Dal 1866 al 1870 il teatro fu gestito da Martha Cranmer Oliver che scritturò per lo più autori di burlesque come F.C. Burnard e W. S. Gilbert perché mettessero in scena le loro commedie.
Dal 1870 al 1875 il Royalty fu diretto da Henrietta Hodson, che continuò sulla scia della Oliver a rappresentare opere di burlesque e diede al teatro il nome con cui è ancora conosciuto, Royalty Theatre.
Il 1875 vide un altro passaggio di mano, con il subentro di Selina Doraro (20 agosto 1849-23 gennaio 1889); durante la sua direzione venne messa in scena per la prima volta la famosa opera comica Trial by Jury di Arthur Sullivan (musiche) e W. S. Gilbert (libretto) e portata in scena da Richard D'Oyly Carte. Data la sua breve durata, 30 minuti, ad essa venne accompagnata La Périchole, opera buffa di Jacques Offenbach ed una farsa in atto unico. Il successo di Trial by Jury spinse Carte a costituire una propria compagnia e quando questa lasciò il Royalty alla fine del 1875 esso perse di nuovo smalto.

## Gli anni di lustro
Nel 1877 al Royalty si legò l'attrice Kate Santley (1837-1923), in un sodalizio che durò per circa trent'anni. La Santley e Carte unirono le loro forze e portarono sul palco Lischen and Fritzen e Orpheus in the Underworld di Jacques Offenbach ed un'opera scritta dallo stesso Carte insieme a Frank Desprez (9 febbraio 1853-25 novembre 1916). Tuttavia, sempre nel 1877, il capo della London Fire Brigade consigliò fortemente la chiusura del teatro a causa della sua scarsa sicurezza.
Kate Stanley si affidò all'architetto Thomas Verity perché lo ristrutturasse; le modifiche, incluse nuove uscite, furono approvate ed iniziate nel 1882. Le opere rappresentate successivamente erano per lo più di genere buffo e scritte da M.L. Mayer, un francese che aveva lavorato per il Gaiety Theatre di Londra. In quegli anni il Royalty divenne la casa di numerosi autori francesi che provenivano dalla Comédie-Française.
Nel 1883 altre modifiche vennero apportate al teatro per impedirne di nuovo la chiusura. Nel decennio seguente altri due teatri, il Lyric e l'Apollo, aprirono nella stessa zona portando via pubblico al piccolo Royalty, tanto che l'inizio del 1890 lo trovò in cattive acque.
Il 21 dicembre 1892 debuttò lo spettacolo Charley's Aunt con l'attore Brandon Thomas; il grande successo che ottenne spinse i produttori a trasferirlo dopo un mese al più grande Globe Theatre (che venne poi chiuso nel 1902).
L'anno prima v'era stata anche una singola rappresentazione di Spettri di Henrik Ibsen, ma gli uffici del lord ciambellano erano insorti contro l'opera e la censura fu evitata con la formazione della Independent Theatre Society che vide fra i soci anche Thomas Hardy ed Henry James. Per la Società George Bernard Shaw fece rappresentare al Royalty la sua prima commedia, Widower's House, il 9 dicembre 1892.
Nel biennio 1895-1896 il direttore del teatro fu Arthur Bourchier che sottopose il palazzo ad un altro restauro, ad opera di Walter Emden (1847-1913). Bourchier mise in scena alcune delle sue opere ed una di esse, The Chili Widow, andò sul palco per 300 sere consecutive. Nel 1899 la Incorporated Stage Society formalizzò la propria nascita rappresentando al Royalty l'opera di Shaw You Never Can Tell. Nel 1900-1901 Mrs. Patrick Campbell affittò il teatro inscenando opere dove ella stessa era protagonista e nel 1903-1904 due impresari tedeschi riuscirono a portare sul palco diverse rappresentazioni del teatro tedesco. Sempre nel 1904 la neonata Irish National Theatre Society rappresentò un'opera di W. B. Yeats e nel 1905 debuttò il primo lavoro di John Millington Synge The Shadow of the Glen.

## Il declino
Il Royalty venne di nuovo ristrutturato nel 1905 ampliando la sua capienza che fu portata a 657 posti a sedere e venne ridecorato in stile francese; riaprì il 4 gennaio 1906 con rappresentazioni dal teatro francese.
Nel 1911 J.E. Vedrenne (1867-1930) acquistò il Royalty insieme ad un socio, rappresentando nel 1912 Milestones di Arnold Bennett ed Edward Knoblock (7 aprile 1874-19 luglio 1945) che ebbe oltre 600 repliche. Un altro grande successo fu The Man Who Stayed at Home con 584 repliche. Nel 1918 il Royalty ospitò Henry Daniell in The Man From Toronto nel mese di maggio.
Dopo la prima guerra mondiale venne rappresentato con successo The Co-optimist con Stanley Holloway e Leslie Henson nel 1921. Il decennio seguente vide altre rappresentazioni, ma il Royalty era ormai avviato al declino, con l'avvento del cinema si pose il problema dell'infiammabilità della celluloide conservata in edifici adiacenti e il lord ciambellano decise che il Royalty era insicuro. Il 25 novembre 1938 si tenne l'ultimo spettacolo, una matinée dei Southern Cross Players.
Furono eseguiti numerosi progetti per ristrutturarlo adeguatamente, ma i bombardamenti tedeschi lo danneggiarono seriamente e nel 1953 fu demolito. Al suo posto furono costruiti degli uffici chiamati Royalty House. In uno di questi fu costruito un altro teatro nel 1960, la London School of Economics lo comprò nel 1996 ribattezzandolo Peacock Theatre. Di giorno è una sala di lettura e di notte è la sede della compagnia Sadler's Well Theatre.